# Warnino (powiat koszaliński)
Warnino (niem. Warnin) – wieś w Polsce położona w województwie zachodniopomorskim, w powiecie koszalińskim, w gminie Biesiekierz.
Według danych z 31 grudnia 2005 r. wieś miała 160 mieszkańców.
Warnino od XIV wieku do 1658 roku należało do rodu rycerskiego von Parsow.
W XVIII wieku folwark oraz wieś były częściowo własnością rotmistrza Georga Christofa von Kameke. W 1772 roku Warnino nabył radca von Gerlach właściciel pobliskiego Parsowa i Świemina i należało ono do niego do końca II wojny światowej, wieś była w pełni wystarczalna (świadczy o tym układ zabudowań). Po 1945 roku majątek upaństwowiono.
Warnino to sołectwo o charakterze rolniczo-turystycznym. Przeciętna wielkość gospodarstwa wynosi ok. 17 hektarów.
Na terenie wsi znajduje się dwór z przełomu XVIII i XIX wieku. Obecny wygląd wskazuje na klasycystyczny charakter obiektu. Dwór otacza park krajobrazowy z XVIII/XIX w. o pow. 4,5 ha. We dworze mieści się Specjalny Ośrodek Szkolno-Wychowawczy. Funkcjonuje tu także zabytkowa gorzelnia.
Naturalnym bogactwem Warnina są tereny pobliskiego rezerwatu florystycznego Wierzchomińskie Bagno o powierzchni ok. 43,6 hektarów. Obserwuje się tu tworzenie torfowiska oraz stanowiska wiciokrzewu pomorskiego, a także drzew: brzóz, olch i buka.
Jest to duże skupisko unikalnej roślinności bagiennej. Przy drodze do Warnina rosną dwa dęby szypułkowe o obwodzie 410 i 430 cm. Piękna okolica i zabytki sprzyjają rozwojowi turystyki kwalifikowanej.
Na terenie sołectwa Warnino znajduje się także remiza strażacka i świetlica wiejska, w których odbywają się spotkania mieszkańców, organizowane są imprezy kulturalne.
Korzenie rodzinne mieszkańców sięgają Kielc, okolic Niedźwiedzia, skąd przenieśli się zaraz po wojnie.